# Bahnstrecke Erlangen–Eschenau
| Lokomotivschuppen in Eschenau |                      |                      |                      |
| |                      |                      |                      |
| Kursbuchstrecke (DB): | 414f                 |                      |                      |
| Kursbuchstrecke: | 414f (1946)          |                      |                      |
| Streckenlänge: | 19,0 km              |                      |                      |
| Spurweite: | 1435 mm (Normalspur) |                      |                      |
| |                      |                      |                      |
| \| \| \| von Bamberg \| \| \| \| 0,0 \| Erlangen \| 278 m \| \| \| \| nach Nürnberg \| \| \| \| 2,4 \| Erlangen-Zollhaus \| Erlangen-Zollhaus \| \| \| 4,8 \| Buckenhof \| Buckenhof \| \| \| \| Schwabach \| \| \| \| 5,6 \| Spardorf \| Spardorf \| \| \| 6,7 \| Uttenreuth \| Uttenreuth \| \| \| 8,5 \| Weiher \| Weiher \| \| \| 10,0 \| Dormitz \| Dormitz \| \| \| 12,3 \| Neunkirchen a Brand \| Neunkirchen a Brand \| \| \| 14,8 \| Kleinsendelbach \| Kleinsendelbach \| \| \| 15,6 \| Steinbach (b Brand) \| Steinbach (b Brand) \| \| \| \| Schwabach \| \| \| \| 17,4 \| Brand (Mittelfr) \| Brand (Mittelfr) \| \| \| \| von Nürnberg Nordost \| \| \| \| 19,0 \| Eschenau (Mittelfr) \| 340 m \| \| \| \| nach Gräfenberg \| \| |                      |                      |                      |
| Strecke |                      | von Bamberg          | von Bamberg          |
| Bahnhof | 0,0                  | Erlangen             | 278 m                |
| Abzweig ehemals geradeaus und nach rechts |                      | nach Nürnberg        | nach Nürnberg        |
| Haltepunkt / Haltestelle (Strecke außer Betrieb) | 2,4                  | Erlangen-Zollhaus    | Erlangen-Zollhaus    |
| Haltepunkt / Haltestelle (Strecke außer Betrieb) | 4,8                  | Buckenhof            | Buckenhof            |
| Brücke über Wasserlauf (Strecke außer Betrieb) |                      | Schwabach            | Schwabach            |
| Haltepunkt / Haltestelle (Strecke außer Betrieb) | 5,6                  | Spardorf             | Spardorf             |
| Bahnhof (Strecke außer Betrieb) | 6,7                  | Uttenreuth           | Uttenreuth           |
| Haltepunkt / Haltestelle (Strecke außer Betrieb) | 8,5                  | Weiher               | Weiher               |
| Haltepunkt / Haltestelle (Strecke außer Betrieb) | 10,0                 | Dormitz              | Dormitz              |
| Bahnhof (Strecke außer Betrieb) | 12,3                 | Neunkirchen a Brand  | Neunkirchen a Brand  |
| Haltepunkt / Haltestelle (Strecke außer Betrieb) | 14,8                 | Kleinsendelbach      | Kleinsendelbach      |
| Haltepunkt / Haltestelle (Strecke außer Betrieb) | 15,6                 | Steinbach (b Brand)  | Steinbach (b Brand)  |
| Brücke über Wasserlauf (Strecke außer Betrieb) |                      | Schwabach            | Schwabach            |
| Haltepunkt / Haltestelle (Strecke außer Betrieb) | 17,4                 | Brand (Mittelfr)     | Brand (Mittelfr)     |
| Abzweig ehemals geradeaus und von rechts |                      | von Nürnberg Nordost | von Nürnberg Nordost |
| Bahnhof | 19,0                 | Eschenau (Mittelfr)  | 340 m                |
| Strecke |                      | nach Gräfenberg      | nach Gräfenberg      |

Die Bahnstrecke Erlangen–Eschenau war eine Sekundärbahn in Bayern. Sie verlief von Erlangen über Neunkirchen am Brand nach Eschenau. Ursprünglich führte sie weiter bis nach Gräfenberg. Der Bestandteil Eschenau-Gräfenberg wird heute als Teil der Gräfenbergbahn betrieben, der Rest der Strecke ist stillgelegt und abgebaut.
Der in der Bevölkerung verwendete Kosename (Seku oder Seekuh) für die Bahn erklärt sich durch folgende Anekdote: Der Maler, der an der Bahnhofswirtschaft den Schriftzug „Restauration zur Sekundärbahn“ anbringen sollte, wurde abends nicht ganz fertig und so stand über ein Wochenende „Restauration zur Seku…“ am Haus. Vorbeikommende Studenten machten sich über das Fragment lustig und sorgten für eine rasche Verbreitung des Spitznamens.
Die Besonderheit der Verbindung lag in ihrer Streckenführung, die nicht wie sonst bei Vollbahnen üblich, auf eigener Trasse, sondern auf oder direkt neben der Straße erfolgte. Die Gleise führten mitten durch das Stadtgebiet von Erlangen und durch teils sehr enge Ortsdurchfahrten. Lediglich in Neunkirchen am Brand war dies wegen des eng bebauten alten Ortskerns mit seiner Stadtbefestigung nicht möglich.

## Geschichte
Die Stadt Gräfenberg versuchte seit 1873, an die Bahnstrecke Nürnberg–Cheb angeschlossen zu werden, was aber wegen der Mehrkosten scheiterte. Im Jahr 1882 beschloss der bayerische Landtag das Sekundärbahngesetz als Voraussetzung für den Bau der Bahn. Der Baubeginn war 1885. Der erste Probezug fuhr am 8. November 1886, die feierliche Eröffnung fand am 17. November 1886 statt.
Der Bahnbau erfolgte aus Kostengründen größtenteils auf oder neben der Straße und führte mitten durch mehrere Orte. Eingesetzt wurden Lokomotiven der bayerischen Baureihe D VII. Die Bahn erwirtschaftete in den ersten Jahren Überschüsse. Mit dem Bau der Gräfenbergbahn von Nürnberg Nordost nach Eschenau 1908 liefen die Züge von Gräfenberg nach Nürnberg Nordost durch, Fahrgäste von Erlangen nach Gräfenberg mussten in Eschenau umsteigen.
1932 wurden erstmals Triebwagen eingesetzt, die wieder bis Gräfenberg durchliefen. Die Fahrzeit von Erlangen nach Eschenau konnte in den 1930er Jahren zunächst von 85 auf 60 Minuten verkürzt werden. Werktäglich verkehrten sechs, sonntags sieben Zugpaare.
Nach dem Zweiten Weltkrieg verlor die „Seku“ mit dem Aufkommen des Autoverkehrs an Bedeutung, nicht zuletzt, weil sie an Vorfahrtsstraßen anhalten musste. Nach den immer häufigeren Unfällen hatte ein Gerichtsbeschluss die Höchstgeschwindigkeit auf 15 km/h festgelegt.
Am 1. Mai 1961 wurde der Abschnitt von Neunkirchen am Brand bis Eschenau für den Gesamtverkehr stillgelegt. Am 17. Februar 1963 fuhr der letzte Personenzug auf der restlichen Strecke. Obwohl der Landkreis den Fortbestand gefordert hatte, beschloss das Bundesverkehrsministerium die Stilllegung. Der letzte Güterzug verkehrte am 31. Dezember 1963. Die Strecke bis Eschenau wurde bald darauf abgebaut.

## Omnibusverkehr als Nachfolger
Nachfolgerin der „Seku“ ist eine Omnibuslinie vom Bahnhof Erlangen nach Eschenau mit Anschluss an die Gräfenbergbahn. Die frühere Bahnbus-Verbindung wird heute von der Firma Schmetterling Reisen als Linie 209 betrieben und gehört zum Verbundtarif des Verkehrsverbunds Großraum Nürnberg.

## Spuren der „Seku“
Heute sind noch Spuren der Strecke erkennbar:
- der Streifen südöstlich des Gleis 1 am Erlanger Bahnhof, der heute teilweise mit Fahrradstellplätzen überbaut ist (ehem. Gleis und Bahnsteig),
- ein breiter, heute begrünter Mittelstreifen in der Werner-von-Siemens-Straße in Erlangen,
- der Geh- und Radweg südöstlich der Buswendeschleife in Buckenhof auf der früheren Bahntrasse,
- das ehemalige Bahnhofsgebäude in Uttenreuth, welches von der Gemeinde Uttenreuth erworben wurde,
- Verbindungsstraße zwischen Uttenreuth und Weiher auf dem ehemaligen Bahndamm (der Radweg ist die ehemalige Straße),
- die heutige Trasse der Hauptstraße in Dormitz zwischen Karlsbader Straße und Raiffeisenstraße,
- der Radweg zwischen Dormitz und Neunkirchen am Brand auf der früheren Bahntrasse,
- das weitgehend originalgetreu restaurierte frühere Bahnhofsgebäude in Neunkirchen am Brand,
- der Radweg zwischen Neunkirchen am Brand und Kleinsendelbach auf der früheren Bahntrasse,
- die heutige Trasse der Erlanger Straße in Kleinsendelbach zwischen Hauptstraße und Schulstraße,
- der ehemalige Güterschuppen in Steinbach; heute befindet sich das Sozialkaufhaus Erlangen-Höchstadt an der Stelle des früheren Haltepunkts,
- am Ortsende von Brand Richtung Eschenau ist links ein Damm zu sehen, der von der Hauptstraße abzweigt. Dort verließ das Gleis der „Seku“ die Straße und verlief in einer Linkskurve weiter in Richtung Bahnhof Eschenau,
- der restaurierte Lokschuppen in Eschenau

## Stadt-Umland-Bahn
Seit den 1990er Jahren gibt es Planungen für eine als Stadt-Umland-Bahn Erlangen bezeichnete Stadtbahn für den Raum Erlangen. Dabei würde der Ostast der Ost-West-Strecke von Herzogenaurach nach Neunkirchen am Brand (bzw. Uttenreuth) einem Teilstück der alten Seku-Route folgen. Dieser Teil des Gesamtprojekts entfiel jedoch nach einem Bürgerentscheid des Landkreises Erlangen-Höchstadt im April 2015. Im Zuge von Änderungen des Gemeindeverkehrsfinanzierungsgesetzes (GVFG) und neuer kommunalpolitischer Konstellationen wird jedoch in den 2020er Jahren wieder der Bau eines Ostastes in grober Lage analog der einstigen „Seekuh“ verfolgt, inzwischen jedoch als zweite Baustufe nach Inbetriebnahme der Strecke Nürnberg Nord-Erlangen-Herzogenaurach.

## Fernsehsendung
- Lokalbahn Erlangen–Gräfenberg. In: Schienen zum Nachbarn – Nebenbahnen zwischen Nürnberg und Bamberg. Teil 1. AV-Technik Greger, Erlangen August 1993, min 5:32–21:43 (online auf YouTube [abgerufen am 2. November 2022]).